# Omegapunt
Het omegapunt is een door de Franse filosoof en theoloog Pierre Teilhard de Chardin bedachte term die een eindmoment in het evolutieproces aangeeft. De term is afgeleid van "Alfa en Omega", een uitdrukking uit het christendom die "God van het begin tot het einde" symboliseert. De alfa en de omega zijn de eerste en de laatste letter van het Griekse alfabet.
Teilhard de Chardin probeerde de evolutie-ideeën met het christelijke gedachtegoed te verenigen en zag het leven en de kosmos als voortdurende beweging onder God, die nog niet op de eindbestemming was aangeland. De mens is volgens hem al boven het dierlijke leven uitgestegen maar heeft de potentie boven zichzelf en de kosmos uit te stijgen naar het omegapunt, de organische, sociale en geestelijke integratie van de mensheid in haar geheel en uiteindelijk de eenwording met het universum.

## Omegapunt in sciencefiction
Het omegapunt werd in vele sciencefictionverhalen gebruikt, maar komt ook in andere media voor. Enkele bekende boeken zijn:
- 1953 - Arthur C. Clarke - Het einde van het begin
- 1956 - Isaac Asimov - De laatste vraag: een kort verhaal dat verscheen in de verhalenbundel Een robot droomt.
- 1989 - Dan Simmons - Hyperion-reeks
- 1998 - Star Trek Voyager - Omega Directive